# Гумецька Маріанна Орестівна
Мар'яна (Маріанна) Гумецька (англ. Marianna Humetska) (*2 вересня 1975, Львів) — українська та канадська піаністка. Лауреат та дипломант багатьох міжнародних конкурсів.

## Біографія
Маріанна Гумецька народилася у місті Львові. Розпочала музичне навчання в школі імені Соломії Крушельницької (викладачі — Лідія Спірягіна, Халіса Гумецька, Ольга Качева). Ще в шкільні роки здобула перші міжнародні нагороди та розпочала концертну діяльність. Мар'яна стала лауреатом І Міжнародного юнацького конкурсу ім. Петра Чайковського у Москві та отримала Ґран-прі на Міжнародному фестивалі «Віртуози 2000 року» у Санкт-Петербурзі, перемогла на конкурсах Дваріонаса у Вільнюсі та Дяґілєва у Москві. З 1994 вчиться у Московській консерваторії (клас професора Віри Горностаєвої). Після закінчення з відзнакою Московської консерваторії (2001) переїхала до Канади.
Активно виступає як солістка та артистка камерних ансамблів. Лауреат премії молодих артистів «Debut» в Монреалі та одержала стипендію імені Марусі Яворської з Оттавського Університету (2002).
В Канаді М. Гумецька перемагає в престижному концертному конкурсі Школи Ґлена Ґульда і згодом отримує Артистичний Диплом (Artist Diploma) Школи Ґлена Ґульда Королівської консерваторії Торонто (2003) (викладачі — Джон Пері та Леон Фляйшер). Того ж року стає півфіналістом престижного конкурсу Honens International Piano competition в Калґарі та отримує приз симпатії слухачів цього конкурсу. Тоді ж виборює нагороду Канадської національної телерадіокомпанії CBC «Galaxy» Rising Stars. Визнана музикантом року в Канаді (2004).
Активно виступає як солістка та артистка камерних ансамблів. Лауреат премії молодих артистів «Debut» в Монреалі та одержала стипендію імені Марусі Яворської з Оттавського Університету (2002).
З 2007 року — викладач факультету фортепіано Королівської консерваторії Торонто (Royal Conservatory of Music in Toronto), а також член журі музичних конкурсів.

## Концертна діяльність
М. Гумецька часто виступає з концертами в Європі та Північній Америці.
Виступи з оркестрами:
- Національний симфонічний оркестр України,
- Лондонські Солісти (Велика Британія),
- Російський Національний оркестр,
- Оркестр Королівської Консерваторії в Торонто (Канада),
- Фестивальний оркестр Центру Мистецтв Канади,
- Академічний симфонічний оркестр Львівської філармонії.

Участь у музичних фестивалях:
- Rheingau Musik Festival в Німеччині (1995, 1996),
- Kuhmo Chamber Music Festival в Фінляндії,
- Фестиваль Тібора Варги (Tibor Varga Festival) в Швейцарії
- Музичне Бієнале (Zagreb Biennale) у Загребі (Хорватія) (2007,2009)
- Festival Geminiani в Тоскані, Італія (2005)

та багатьох інших.